# Roca del Barret
La Roca del Barret és una muntanya de 299 metres que es troba al municipi de Begues, a la comarca del Baix Llobregat.